# Lijst van Britse acteurs in politieseries
Dit is een lijst van Britse acteurs in politieseries. In de onderstaande lijst worden Britse acteurs en actrices genoemd die in de periode vanaf 1955 tot heden speelden in politieseries die in het Verenigd Koninkrijk werden geproduceerd. Enkele series die niet direct als politieserie zijn te duiden, zoals The Saint, worden ook in deze lijst genoemd.
Bruce Alexanderis Mullett in 42 afleveringen van A Touch of Frost (1992 - 2009). Hij had ook een rol in een aflevering van Midsomer Murders en rollen in Murder in Mind, Hercule Poirot, The Professionals, Juliet Bravo, Z-Cars, en The Bill.
Francesca Annisspeelde in Agatha Christie's Partners in Crime tussen 1983 en 1984.
Rowan Atkinsonals politie-inspecteur Raymond Fowler in de komische politieserie The Thin Blue Line
George Bakerals Inspecteur Reg Wexford en Detective Sergeant Mike Burden (gespeeld door Christopher Ravenscroft) spelen de hoofdrollen in 47 afleveringen van de serie Inspector Wexford (1987-2000). Baker en Ravenscroft speelden (afzonderlijk) ook rollen in afleveringen van Midsomer Murders. Baker trad ook op als Inspecteur Roderick Alleyn in vier bewerkingen van de boeken van Ngaio Marsh.
Michael Brandon en Glynis Barberspeelden 30 afleveringen in Dempsey and Makepeace (1985-1986).
Jeremy Brettspeelt 41 maal de rol van de beroemde speurder Sherlock Holmes in The Adventures of Sherlock Holmes (1984-1994).
Colin Buchananspeelde 61 keer in Dalziel and Pascoe (1996-2007) en hij speelde ook in 3 afleveringen van A Touch of Frost in 1994.
Alfred Burkespeelde 87 keer de belevenissen van privédetective Frank Marker in Public Eye (1965-1975).
Amanda Burtonis Commander Clare Blake in de serie The Commander (2003-2008) - 8 afleveringen tot nu toe, 44 keer speelde zij in Silent Witness als pathologe Sam Ryan en 1 keer in Inspector Morse en 2 maal in Helen West in 2002.
Daniel Caseyde eerste sergeant die Barnaby in Midsomer Murders assisteerde als Troy heeft die rol 30 maal gespeeld.
Caroline Catzspeelt DI Kate Ashhurst in Murder in Suburbia (2004-2005) in 12 afleveringen. Zij had ook politierollen in The Vice (26 x) en in The Bill (10x).
Warren Clarkespeelde 61 keer in Dalziel and Pascoe (1996-2007) maar trad ook op in Midsomer Murders, Inspector Georg Gently, Bergerac, Z-cars, The Sweeney, Softly, Softly en Lewis (televisieserie).Speelde ook een hoofdrol in een aflevering van de serie Call the midwife.
Robbie Coltranespeelde 25 maal de rol van Eddie Fitz Fitzgerald in Cracker (1993-1996).
Patrick O'Connellwas 26 keer DI Gamble in Fraud Squad (1969-1970). Hij had ook rollen in Inspector Morse, The Bill, The Professionals, Softly, Softly, New Scotland Yard, No Hiding Place en Z-Cars.
Ivor Danversspeelde in de politieseries: Juliet Bravo, Z-Cars, Softly, Softly en Special Branch.
Rupert Daviesspeelde commissaris Maigret (1960-1963) Deze Engelse versie omvat 51 afleveringen.
Peter Davisonis de figuur Albert Campion in Campion (1989-1990) in een serie van 16 afleveringen. Hij speelde ook in The last detective (2003-2007) in 17 afleveringen de DC Dangerous Davies. Verder had hij een rol in The Mrs. Bradley Mysteries in 3 afleveringen en een rol in Midsomer Murders.
Philip DavisSpeelde in de volgende series: Bergerac, Midsomer Murders, Prime Suspect, Inspector George Gently, Whitechapel en Sherlock (2010)
Amanda Donohoeis 10 maal te zien als DI Susan Alembic in Murder City (2004-2006) - Murder City speelt zich af in Londen en draait voornamelijk om het rechercheurswerk van de twee hoofdpersonen.
Neil DudgeonTrad op in The Mrs. Bradley Mysteries, Inspector Morse, A Touch of Frost, Messiah, Out of the Blue en Sherlock Holmes and the Case of the Silk Stocking. In de 14e serie van Midsomer Murders neemt hij de rol van John Nettles over.
Blythe Duffspeelt in de serieTaggart de rol van Detective Sergeant Jackie Reid.
Trevor Evespeelde de rol van Eddie Shoestring in Shoestring (1979-1980). Eddie is een privédetective die problemen via Radio West in Bristol per telefoon probeert te ontmaskeren. (Waking the Dead): En leidt als superintendent Peter Boyd een onderzoeksteam naar misdaden uit het verleden die niet opgelost werden. Het team wordt verder gevormd door Dr Grace Foley (Sue Johnston), DS. Stella Goodman en pathologe Eve Lockhart (Felicite du Jeu) in Waking the Dead (2000-2007) met 63 afleveringen.
Pam Ferrisis Laura Thyme in Rosemary & Thyme (2003-2006) in 22 afleveringen.
Laurence Foxis Detective Sergeant James Hathaway in de serie Lewis.
Raymond Francisspeelde Detective Chief Superintendent Tom Lockhart in Murder Bag & Crime Sheet (1958-1959) met 57 afleveringen voor Murder Bag en 15 afleveringen voor Crime Sheet als voorlopers van No Hiding Place (1959-1967) met 236 afleveringen.
Barry Fosteris Commissaris Piet van der Valk in deze lang lopende serie Van der Valk (1972-1992) – die geheel in Amsterdam is gesitueerd.
Michael Gambonspeelt de hoofdrol in The Singing Detective (1986) De serie bevat 6 afleveringen (Skin, Heat, Lovely Days, Clues, Pitter Patter en Who Done It).
Jill Gascoinespeelt 56 keer als Detective Inspector Maggie Forbes in The Gentle Touch (1980-1984), deze serie laat de belevenissen zien van een aantal politiemensen. Ook speelt zij in The C.A.T.S. Eyes (1985-1987) in 31 afleveringen ook als DI Maggie Forbes.
Stella Gonetspeelde in 34 afleveringen in The House of Eliott, maar was ook de te zien in de Britse politieseries: The Bill,  Rebus (2007), Dalziel and Pascoe (2006), Murder in Suburbia (2005), Inspector Lynley Mysteries (2005), Foyle's War (2004), Father Brown (2013), Midsomer Murders en Lewis (televisieserie).
Robson Greenspeelde Dr. Tony Hill in de serie Wire in the Blood (25 afleveringen, 2002-2008) waarin hij als klinische psycholoog gekoppeld is aan Detective Inspector, Carol Jordan.
John Gregsonspeelde Commander George Gideon, gebaseerd op de boeken van John Creasey in Gideon's Way (1965), deze politieserie heeft 26 afleveringen.
Brian Gwasparipersoonlijke gegevens over deze acteur zijn niet te vinden, wel zijn rollen. Hij speelde als John Redwood in Specials (1991) met 12 afleveringen. Verder had hij rollen in: The Sweeney in 1976, Van der Valk 1972, The Gentle Touch 1980-1983, EastEnders 1988-1992, Between the Lines 1992, Wycliffe 1993, The Chief 1994, Hercule Poirot 1995, Trial and Retribution 2007, en Midsomer Murders 2009.
Haydn Gwynnewas hoofdinspectrice Susan Blake die met haar medewerkers speelde in Mersey Beat met 20 afleveringen in 2001 en 2002. Zij speelde ook gastrollen in Midsomer Murders in Dalziel and Pascoe en in Sherlock (2010).
John Hannahspeelde 9 maal McCallum (1995-1998) een serie rond de forensisch patholoog Ian McCallum.
Jan Harveyspeelde rollen in de politieseries: Public Eye, The Sweeney, Van der Valk, Inspector Morse en A Touch of Frost.
David Haymanis 38 keer te zien als Detective Superintendent (later Det. Chief. Supt.) Mike Walker in Trial and Retribution (1997-2007)
Laura Howarddochter Cully van het echtpaar Barnaby trad 42 keer in haar rol op in Midsomer Murders.
Anthony Howellis sergeant Paul Milner in de 19 afleveringen van Foyle’s War.
Jason Hughesspeelt in Midsomer Murders de rol van sergeant Ben Jones reeds 31 maal.
Barry Jacksonin Midsomer Murders de patholoog Dr.Bullard, speelde 60 keer die rol tot nu toe. Hij speelde ook enige keren in afleveringen van A Touch of Frost
Gordon Jacksonspeelde 57 keer in The Professionals en 1 keer in Gideon's Way.
Philip Jacksonwas 39 keer de fameuze politieman in Hercule Poirot speelde ook in New Tricks, Grass, Dial M for Murder, Z-Cars, The Vice, Midsomer Murders, A Touch of Frost 2x, Murder in Suburbia, Silent Witness, Foyle's War en The C.A.T.S. Eyes.
Derek Jacobiis een van de kruistochten teruggekeerde monnik in Cadfael (1994-1998)
David Jasonis de legendarische Inspecteur Frost in A Touch of Frost (1992 - 2009), een zeer gewilde serie met 42 afleveringen.
Stratford Johns (1925-2002)speelde achtereenvolgens zijn rol als politiemen Charlie Barlow in Softly, Softly (1966-1976), met 269 afleveringen en in de serie Z-Cars (1962-1978) met 667 episodes de langste Engelse politieserie. Daarna speelde hij in Barlow at Large (1971-1975) met 29 afleveringen en sloot deze lange rij met Second Verdict (1976) met 6 afleveringen. In totaal trad Johns op in 971 afleveringen als Charlie Barlow en is daarmee de acteur met de meeste rollen in alle in deze lijst genoemde series.
Suranne Jonesis als Beth te zien in Vincent met 8 afleveringen in 2005-2006.
Felicity Kendalis Rosemary Boxer in Rosemary & Thyme (2003-2006) in 22 afleveringen.
Michael Kitchenis Detective Inspector Christopher Foyle, hij probeert met zijn helpers in de periode 1940-1945 misdrijven in Zuid-Engeland op te lossen in de serie Foyle's War (2004- 220 ) – tot nu toe 19 afleveringen. Hij was ook te zien in A Touch of Frost.
Robert Lindsayis Chief Inspector Michael Jericho van Scotland Yard in Jericho (2005) in 4 afleveringen.
John Lyonsis Detective Sergeant Toolan in 39 afleveringen van A Touch of Frost (1992 - 2009). Hij had ook rollen in: The Bill, The Sweeney, Public Eye, Softly, Softly, Z-Cars en Target.
Cal MacAninchin de DI John Keenan in Holby Blue (2007-2008) een twintigdelige serie over een politiebureau in de denkbeeldige stad Holby.
Roy Marsdenspeelde Adam Dalgliesh in 31 afleveringen tussen 1983 en 1998, daarna werd de rol van Dalgliesh overgenomen door Martin Shaw. Marsden speelde 2 afleveringen in Tales of the Unexpected in 1980 en 1984, 1 aflevering in Vincent in 2005, 1 aflevering in Rebus en 1 aflevering in Foyle's War.
Kris Marshallis 10 keer DS Luke Stone in Murder City (2004-2006).
Anna Masseyspeelde rollen in 2 afleveringen van Midsomer Murders, in Inspector Morse en in  Lewis (tv serie).
Helen Mastersis DI Lucy Lane in 36 afleveringen van Wycliffe. Zij had ook gastrollen in afleveringen van Midsomer Murders en A Touch of Frost.
Colin McCredieis DC Stuart Fraser in Taggart vanaf 1994.
John Michiespeelt de rol van DI Robbie Ross vanaf 1998 in Taggart.
Helen Mirrenspeelde in 9 afleveringen Detective Chief Inspector Jane Tennison in Prime Suspect (1991-2006).
Roger Moorespeelde de hoofdrol als Simon Templar in The Saint (1962-1969) met 118 afleveringen, gemaakt naar de boeken van Leslie Charteris.
Patrick Moweris 17 keer DS Steve Hackett in Target (1977-1978) een serie over de operaties van het 13th Regional Crime Squad.
J. Carrol Naishspeelde in 39 afleveringen de legendarische Chinese detective Charlie Chan in The New Adventures of Charlie Chan (1957-1958)
Derren Nesbittwas de detective DI Jordan in Special Branch (1969-1974)
James Nesbittis de geschorste undercoveragent Tommy Murphy. Zijn baas is Detective Inspector Annie Guthrie in Murphy’s Law (2003-2007) met 22 afleveringen.
John Nettlesheeft reeds 74 keer de rol gespeeld van Tom Barnaby in Midsomer Murders (1997) en in Bergerac (1981-1991) was hij al een politieman in 87 afleveringen.
Hermione Norrisspeelde 25 afleveringen de rol van Detective Inspector, Carol Jordan in de serie Wire in the Blood(2002-2008).
Alex Nortonis DCI Matt Burke in Taggart (vanaf 1983) de Schotse politieserie gecreëerd door Glenn Chandler. Taggart is een in Glasgow, Schotland, in het politiebureau van de wijk Maryhill spelende serie. Norton had 8 keer de rol van PC Ian Macrea in Backup en trad eenmaal op in The Sweeney.
Clive Owenis in 4 afleveringen de zo goed als blinde hoofdinspecteur Ross Tanner inSecond Sight (2000)
Nathaniel Parkerals Superintendent Thomas Lynley, lost samen met zijn Sergeant Barbara Havers (Sharon Small) moorden op in opdracht van New Scotland Yard in de 23 delen tellende serie Inspector Lynley Mysteries (2001) - Eind 2007 kondigde de BBC aan met de serie te stoppen. Hij speelde ook een rol in een aflevering van A Touch of Frost en Lewis (televisieserie). In de serie Landgirls speelt hij in diverse afleveringen,
Caroline Quentinis politievrouw Janine Lewis in Blue Murder (2003-2007) met 12 afleveringen, zij speelt ook in de tweedelige serie Bloodstrangers (2002)
Louie RamsayZij speelde 44 keer in Inspector Wexford de vrouw van de gelijknamige inspecteur.
Ian Richardsonis Dr. Loseph Bell, hij lost mysterieuze zaken op met behulp van zijn assistent Arthur Conan Doyle in de vijfdelige serie Murder Rooms (2001). Hij speelde ook in 1978 en 1982 als Inspector Anthony Arrowsmith in Play for Today in twee afleveringen.
Diana Riggspeelde in The Mrs. Bradley Mysteries de rol van Adela Bradley.
Martin ShawThe Chief is een Britse politieserie die met 35 afleveringen tussen 1990 en 1995 werd geproduceerd. Vanaf aflevering 12 was Martin Shaw The Chief. In The Professionals (1977-1983) met 57 afleveringen spelen ook Martin Shaw met Lewis Collins en Gordon Jackson, als agenten van de gefingeerde CI5, een tak van de geheime dienst. In Inspector Georg Gently (2007) speelt Martin Shaw de gelijknamige inspecteur.
Jack Shepherdspeelde 37 maal als Chief Inspector Wycliffe in de serie Wycliffe (1994-1988)die zich afspeelt in Cornwall.
Josette Simonzij speelde rollen in Lewis, Midsomer Murders, The Last Detective, The Bill, Dalziel and Pascoe, Silent Witness en in Hercule Poirot in de aflevering The Mystery of the Blue Train.
Sharon Smallis in Inspector Lynley Mysteries 23 keer in de rol van Barbara Havers opgetreden. Zij speelde ook een rol in Rebus.Ook in Taggart was zij te zien. In de aflevering Wild Harvest in de serie Midsomer Murders speelt zij een van hoofdrollen. In een aflevering van de serie Call the Midwife speelt zij een hoofdrol.
Patsy SmartZe trad op in Dixon of Dock Green, Z-Cars,  The Chinese Detective, en The Bill.
Victoria Smurfitspeelt ook in Trial and Retribution.
Craig Stevens (acteur)was als Michael Strait in 20 afleveringen te zien in Man of the World (1962-1963). Craig Stevens (1911-2000) was een Amerikaans acteur.
Juliet Stevensonis Catherine Heathcote in A Place of Execution, het is een driedelige Britse politieserie uit 2008.
Ken Stottis 23 maal de politie-inspecteur Pat Chappel in The Vice (1999-2003) met 23 afleveringen , Ken Stott speelt ook in 3 afleveringen van de politieserie Rebus
David Suchetis de Belgische privédetective Poirot (naar de boeken van Agatha Christie) en hij ging met zijn vaste hulp Captain Hastings een aantal moeilijke zaken te lijf in Hercule Poirot (1989-2009) met inmiddels 62 afleveringen. Ook in National Crime Squad(2001-2002) speelt onder andere David Suchet.
David Tennantspeelt DI Peter Carlisle in Blackpool (2004) in 6 afleveringen. In andere politieseries was hij te zien in: The Mrs. Bradley Mysteries, The Bill en Foyle's War.
John Thawbegon als politieman in The Sweeney (1975-1978) een 53 episodes lange serie over een zogenaamd Flying Squad, hij was daar Detective Inspector Jack Regan, daarna speelde hij 33 afleveringen in de befaamde serie Inspector Morse (1987-2000).
Jack Warnerspeelde in 432 afleveringen als PC George Dixon in Dixon of Dock Green tussen 1955-1976 en dat was in een van de langst lopende politieseries in Engeland.
James Warwickspeelde in Agatha Christie's Partners in Crime tussen 1983 en 1984.
Honeysuckle Weeksis de chauffeuse van Christopher Foyle in de 19 afleveringen van Foyle’s War. Zij speelde ook in afleveringen van Inspector Lynley Mysteries en Midsomer Murders
Kevin Whatelywas eerst Sergeant Robbie Lewis, de rechterhand van Inspector Morse en nu als Inspecteur in zijn eigen serie Lewis. Hij had ook rollen in Mersey Beat in 2001, Shoestring in 1979, Juliet Bravo in 1980 en A Murder is Announced in 1985.
Arthur White(de broer van David Jason) is politieman Ernie Trigg in 27 afleveringen van A Touch of Frost (1992 - 2009).
Olivia WilliamsSpeelt detective Charlie Zailer in de detective Case Sensitive uitgebracht in 2011.
Ray Winstoneis privédetective Vincent Gallagher, een gepassioneerde man die vergeet dat hij een zaak runt en niet op kruistocht is en te zien is in Vincent met 8 afleveringen in 2005-2006.
John Woodvineals DCS Kingdom speelt zijn rol in New Scotland Yard (1972-1974) in een politieserie met 45 episodes
Jane Wymarkde vrouw van Inspecteur Barnaby deed dat 71 in Midsomer Murders. Ze was ook te zie in A Touch of Frost.
Stephen Yardleyals Inspector Cadogan in Virtual Murder (1992) met 6 afleveringen. Hij speelde ook in de politieseries: Z-Cars in 68 afleveringen, Public Eye, New Scotland Yard, The Gentle Touch, The Professionals, en Juliet Bravo.
David Yipis Detective Sergeant John Ho in The Chinese Detective (1981-1982)
Jimmy Yuillis DI Doug Kersey in 33 afleveringen van Wycliffe. Yuill speelde ook gastrollen in Inspector Lynley Mysteries, A Touch of Frost en in Taggart aflevering Fact and Fiction.

## Anders
- Murder in Mind (2001-2003) - Iedere aflevering is een losstaand verhaal en heeft een andere cast. Daarbij komen we ook acteurs tegen die we uit andere detectiveseries kennen, zoals David Suchet uit Poirot en National Crime Squad en Kevin Whately, sergeant Lewis uit Inspector Morse.
- Silent Witness - Dr Leo Dalton (William Gaminara), Dr Harry Cunningham (Tom Ward) en Dr Nikki Alexander (Emilia Fox) speelden in deze serie met inmiddels 63 afleveringen. Tom Ward speelde ook in een aflevering van Midsomer Murders.